# Dany Cleyet-Marrel
Dany Cleyet-Marrel (Lió, 11 d'agost de 1948 -) és un aeronauta francès. Llicenciat a l'Escola Nacional de Belles Arts de Lió, exerceix com a dissenyador gràfic abans de fer la seva passió pel vol en globus, la seva activitat principal.
Des de llavors, viatja al món a bord dels seus aeròstats que s'adapta a satisfer necessitats específiques. Els rais dels cims AS250 i AS300, l'Arboglisseur, destinada a l'exploració del cobricel arbori dels boscos tropicals i el Cinébulle per a la fotografia aèria.
Organitza amb Francis Hallé, Gilles Ebersolt i Olivier Pascal les missions científiques del Rai dels cims.

## Dissenys i invents

### Rai dels cims
El 1986, Dany Cleyet-Marrel desenvolupa el primer rai dels cims.

### Cinébulle
El 1994, Dany Cleyet-Marrel, en col·laboració amb els cineastes Antoine de Maximy i Jean-Yves Collet, va inventar la Cinébulle, un globus aerostàtic motoritzat de 1.400 on 1.500 m³, especialment dissenyat per a la fotografia aèria. La Cinébulle és una Dynabulle ULM aerostatostat de classe 5.

### Bombolla dels cims
El 1999, Dany Cleyet-Marrel va inventar la bombolla dels cims, un globus d'heli de 210 m³ i de 7,4 m de diàmetre, sobre el qual s'assenta una persona i el seu equip.

### Arboglisseur
L'any 2005, Dany Cleyet-Marrel va inventar l'arboglisseur, un aeròstat tipus Rozière (heli i aire calent) que permet moure's a la part superior dels arbres.

## Expedicions
- 1984: Expedició Kel-Essouf : El Sàhara en globus aerostàtic
- 1985: Expedició El Spitzberg en globus aerostàtic (primera expedició polar en globus aerostàtic)
- 1986 a avui: Expedicions del Rai dels cims
- 1988: Expedició L'Austràlia en globus aerostàtic
- 1993: Expedició El Tibesti en globus aerostàtic

## Llibres
- L'année de l'aventure, Dany Cleyet-Marrel et Francis Hallé,la guilde européenne du raid, Albin Michel, 1987
- Le radeau des cimes, Francis Hallé, Dany Cleyet-Marrel, Gilles Ebersolt, Lattes, 1999
- Mit dem Luftschiff über den Wipfeln des Regenwaldes, Francis Hallé, Dany Cleyet-Marrel, Gilles Ebersolt, Frederking & Thaler, 2001. Traduction allemande du Radeau des Cimes